# Love♡parade
「Love♡parade」（ラブ・パレード）は、田村ゆかりの2作目のシングル。2002年4月24日、KONAMIより発売された（販売元はキングレコード）。

## 収録曲
1. Love♡parade
  - 作詞：椎名可憐、作曲：山口美央子、編曲：岸村正実
  - ラジオ『田村ゆかりのはぁとのためいき』オープニングテーマ（2002年4月〜7月）
2. 追い風
  - 作詞・作曲：marhy、編曲：岸村正実
  - PVが制作されている(DVD『Sweet chick girl』に収録)
3. Baby blue sky
  - 作詞：田村ゆかり、作曲：小路隆、編曲：岸村正実
  - 『田村ゆかりのはぁとのためいき』エンディングテーマ